# Шепенупет I
Шепенупет I (д/н — бл. 714 до н. е.) — давньоєгипетський діяч, Дружина бога Амона у 754—714 роках до н. е.

## Життєпис
Походила з XXIII династії. Донька фараона Осоркон III. Спочатку була «Божественною обожнювачкою» Амона у Фівах. Зі сходженням близько 754 року до н. е. на трон брата Такелота III стає Дружиною бога Амона.
Наприкінці 750-х років до н. е. вимушена була визнати зверхність Кашти, царя Нубії. Проте це відбулося суто номінально. З послабленням влади фараонів у 740-х роках до н. е. фактично розділила владу на Фівами та навколишніми номами з небожем Осорконом, що був верховним жерцем Амона. Здобуття влади в Фівах, яка дорівнювалася фараону та верховному жерцю свідчить прийняття царського імені в картуші, що Дружиною бога Амона було зроблено вперше. Також прийняла титули Володаря Двох Земель (так титулювалися лише фараони). З цього часу починається посилення ваги цієї посади на противагу посади верховного жерця Амона.
Лише після вторгнення у 720 роках до н. е. військ кушитського царя Шабаки й захоплення практично усього Єгипту, Шепенупет I остаточно визнала зверхність кушитів. На той час вона практично самостійно керувала Фівами. Вимушена була вдочерити сестру Шабаки — Аменердіс I, яка після смерті Шепенупет I близько 714 року до н. е. стала новою Дружиною бога Амона й правителькою Фів.